# Aeropuerto de Alenquer
Aeropuerto de Alenquer (IATA: ALT, OACI: SDWQ) es el aeropuerto que da servicio a Alenquer, Brasil.

## Aerolíneas y destinos
En este aeropuerto no operan vuelos regulares.

## Acceso
El aeropuerto se encuentra 5 km (3 mi) del centro de Alenquer.